# Trilophia niphadospila
Trilophia niphadospila là một loài bướm đêm trong họ Noctuidae.